# Ciclul solar 10

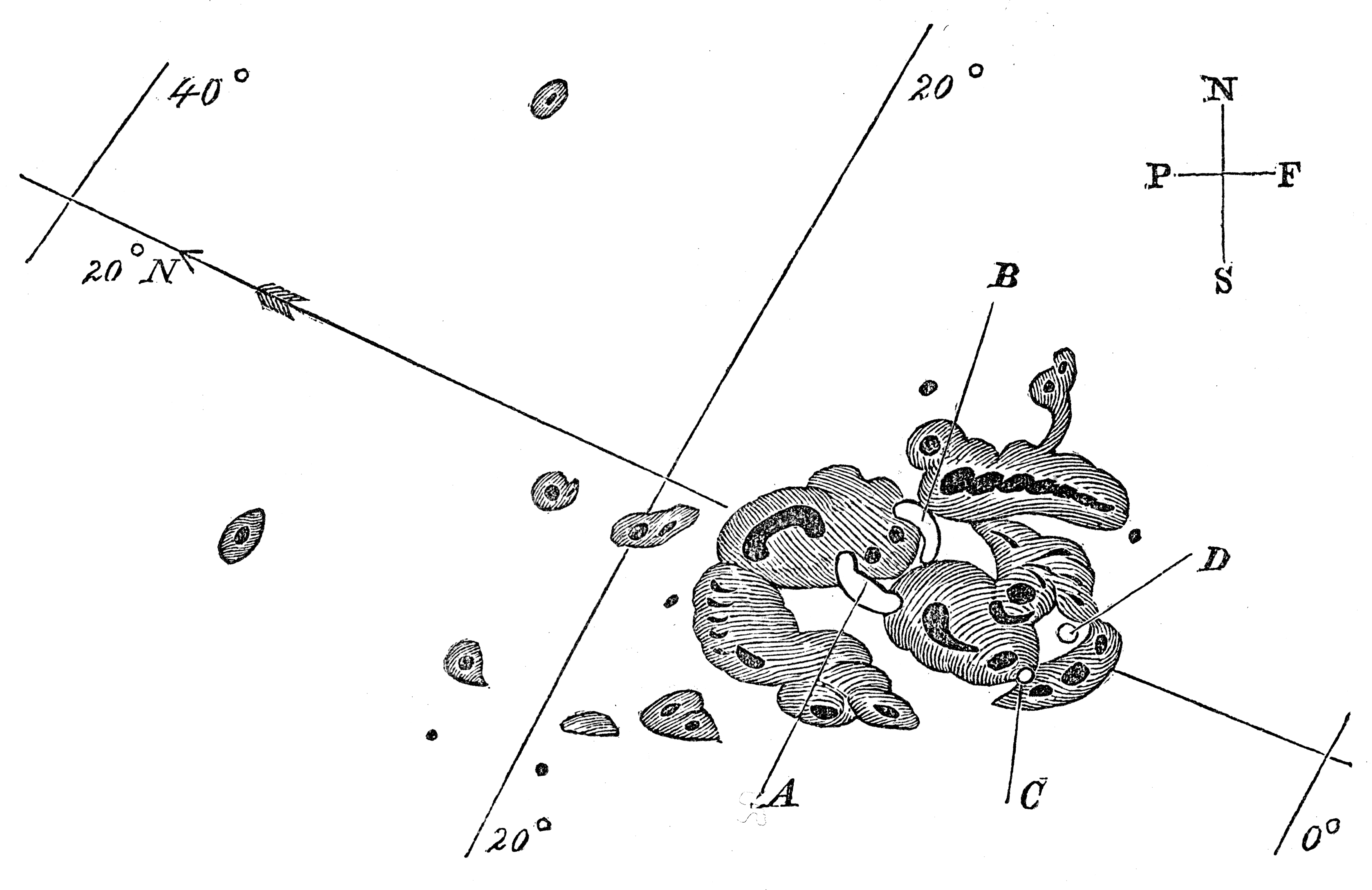
Pete solare în timpul ciclului solar 10, așa cum au fost schițate de Richard Carrington (1 septembrie 1859).

Ciclul solar 10 este al zecelea ciclu solar după 1755, data începutului urmăririi extensive a activității și petelor solare.  A durat 11,3 ani, începând din decembrie 1855 și încheindu-se în martie 1867. Numărul maxim ponderat de pete solare observat în timpul ciclului solar a fost de 186,2 (în februarie 1860), iar minimul de început a fost de 6,0 pete solare. În timpul tranziției de la ciclul solar 10 la 11, au existat în total 406 zile fără pete solare.

## Furtuna solară din 1859
La 1 septembrie 1859, a fost observată, în mod independent, de Richard Carrington și Richard Hodgson, prima erupție solară.

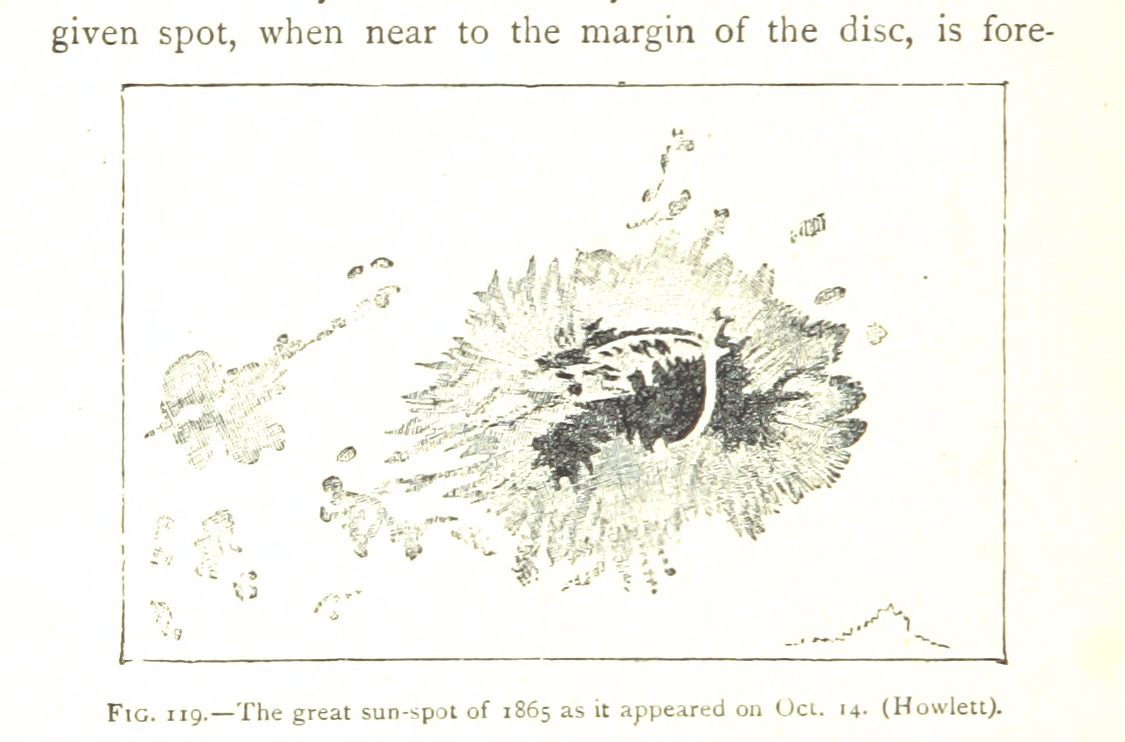
Desenul marii pete solare din 1865

La 1-2 septembrie 1859, a avut loc cea mai mare furtună geomagnetică înregistrată, care va fi cunoscută sub numele de Evenimentul Carrington. Aurorele au fost observate în întreaga lume, chiar și deasupra Caraibelor; cele de deasupra Munților Stâncoși au fost atât de strălucitoare încât strălucirea lor a trezit căutătorii de aur, care au început să-și pregătească micul dejun pentru că au crezut că este dimineață. Sistemele telegrafice din întreaga Europă și America de Nord au cedat. Stâlpii de telegraf au aruncat scântei, iar hârtia de telegraf a luat foc spontan. Unele sisteme telegrafice păreau să continue să transmită și să primească mesaje în ciuda faptului că au fost deconectate de la sursele de alimentare cu energie.